# 科穆纳尔多·尼古拉
科穆纳尔多·尼古拉（義大利語：Comunardo Niccolai，1946年12月15日—2024年7月2日），意大利男子足球运动员，场上位置是后卫。他曾代表意大利国家队参加1970年国际足联世界杯，结果获得亚军。